# Лакоза Данило Євгенович
Данііл Євгенійович Лакоза (нар. 8 серпня 2006, Київ) — український актор.

## Життєпис
Данііл Лакоза народився 8 серпня 2006 року в Києві.

## Фільмографія
| Рік  |   | Українська назва         | Оригінальна назва      | Роль            |
| ---- | - | ------------------------ | ---------------------- | --------------- |
| 2019 | с | «Кримінальний журналіст» | Криминальный журналист | Антон           |
| 2019 | с | «Кріпачка»               | Крепасная              | продавець газет |
| 2018 | с | «Підкидьок-2»            | Подкидыши-2            | Ґоша            |
| 2018 | с | «Серце слідчого »        | Сердце следовател      | епізодична роль |
| 2018 | с | «Ти моя кохана»          | Ты моя любимая         | Даня            |
| 2018 | с | «Маршрути долі»          | Маршруты судьбы        | Назар           |
| 2018 | с | «Вір мені»               | Верь мне               | Микита          |
| 2017 | с | «Пес-3»                  | Пёс-3                  | Сашко           |